# Joan Brossa

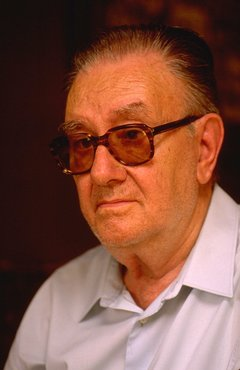
Joan Brossa

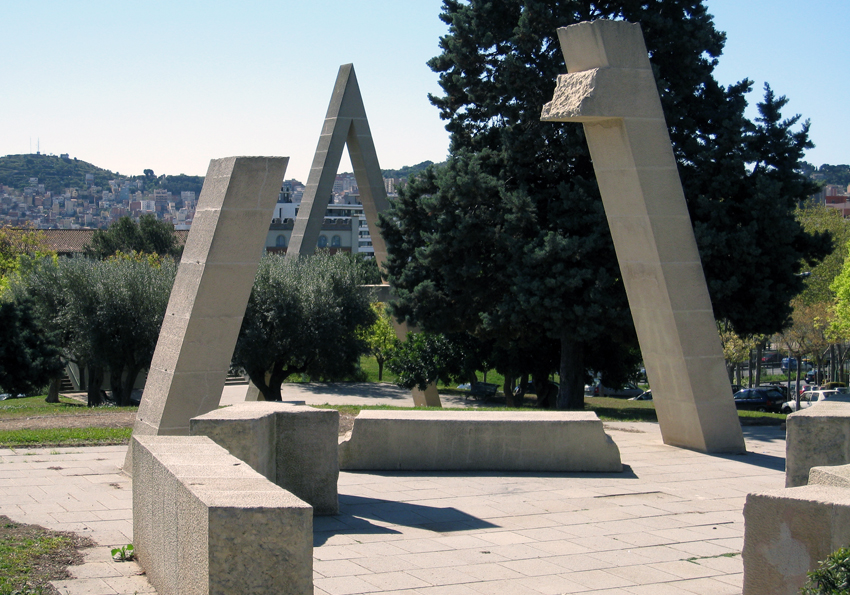
Joan Brossa: Begehbares visuelles Gedicht in drei Zeiten, Velòdrom, Barcelona

Joan Brossa i Cuervo [Katalanische Aussprache: ʒuˈam ˈbɾɔsə i ˈkwervu] (* 19. Januar 1919 in Barcelona; † 30. Dezember 1998 ebenda) war ein Dichter, Schriftsteller, Dramatiker und Graphik- und Plastikkünstler, der repräsentativste katalanische Autor der Avantgarde des 20. Jahrhunderts. Wie er selbst sagte: „Die Gattungen der Künste sind verschiedene Mittel, um eine einzige Wirklichkeit auszudrücken. Sie sind Seiten der gleichen Pyramide, die am höchsten Punkt zusammentreffen.“

## Leben
Während des Spanischen Bürgerkrieges (1936–1939) begann er, gelegentlich zu schreiben. Zurück in Barcelona lernte er J. V. Foix, Joan Miró und Joan Prats kennen. Dank ihren Ratschlägen und innerhalb einer neosurrealistischen Linie begann er Sonette, sapphische Oden, Sestinen, Freipoeme (im ganzen mehr als 80 Bücher, alle in katalanischer Sprache) und Theaterstücke, die er „Bühnenpoesie“ nannte (mehr als 350 Werke), zu schreiben. Den futuristischen Parametern folgend realisierte er, ebenfalls 1941, seine ersten visuellen Gedichte. 1943 entstand sein erstes objet trouvé, 1950 seine erste Kombination entfernter Objekte und 1956 seine erste Installation (im Schaufenster eines Geschäftes). Gemeinsam mit Antoni Tàpies, Modest Cuixart, Joan Ponç, Arnau Puig und Joan-Josep Tharrats gründete er 1947 die Zeitschrift Dau al Set.
Durch die Begegnung mit dem brasilianischen Dichter João Cabral de Melo Neto nahm Brossas Poesie ab 1950 – mit dem Buch Em va fer Joan Brossa (‚So entstand Joan Brossa‘) – sozialkritischere Züge an. Während der 1960er Jahre experimentierte er mit visueller Poesie und mit Objekten, ein Terrain, das er nie wieder verlassen würde. Zugleich begann seine Zusammenarbeit mit Künstlern wie Tàpies und Miró, die er später auf plastische Künstler aller Generationen ausweiten sollte. Beginnend mit seiner ersten Werkschau in der Fundació Joan Miró in Barcelona (1986) gewannen die Ausstellungen des Dichters an Kontinuität. 1991 machte ihn eine Ausstellung im Nationalmuseum Centro de Arte Reina Sofía in Madrid international bekannt. Außerdem erreichten seine Werke das Publikum über die so genannten „körperlichen Dichtungen“, wie das Poema visual transitable en tres parts (‚Begehbares visuelles Gedicht in drei Teilen‘) im Velodrom von Barcelona (1984). Seine riesige literarische Produktion riss jedoch trotz dieser Hinwendung zur Plastik nicht ab.
Im Bereich des Theaters schrieb er schon in den 40er Jahren Bühnenakte und praktizierte andere paratheatralische Genres, wie etwa Transformationsmonologe, Balletts und Konzerte, wobei die in Zusammenarbeit mit Josep M. Mestres Quadreny und Carles Santos Ventura entstandenen Stücke sowie das Texttheater, die Operntextbücher und Kinodrehbücher (für Pere Portabella, Carlos Atanes und anderen) hervorzuheben sind.
Auf internationaler Ebene sind neben seiner Teilnahme an der Biennale von São Paulo 1993 und an der Biennale von Venedig 1997 die Ausstellungen in München (1988), New York (1989), Céret-Collioure (1991), London und Chicago (1992), Mexiko-Stadt, Monterrey, Kassel und Göppingen (1998) und in Göteborg (1998) hervorzuheben. Die monumentale Ausstellung in der Stiftung Joan Miró in Barcelona (2001) nach seinem Tod trug zur endgültigen Festigung seiner Position bei. Seitdem andere anthologische Werkschauen waren in Santiago de Chile, São Paulo, Porto Alegre, Rio de Janeiro, Rosario, Buenos Aires, Lissabon, Wien, Prag, Stockholm, Paris, Berlin, Warschau, Mexiko-Stadt und Marseille zu sehen.
In seinen letzten Lebensjahren erhielt Joan Brossa von verschiedenen internationalen Institutionen zahlreiche Auszeichnungen für mehrere Genres. Im Jahr 1998 verlieh ihm die UNESCO die „Picasso-Medaille“.

## Werke
Auswahl

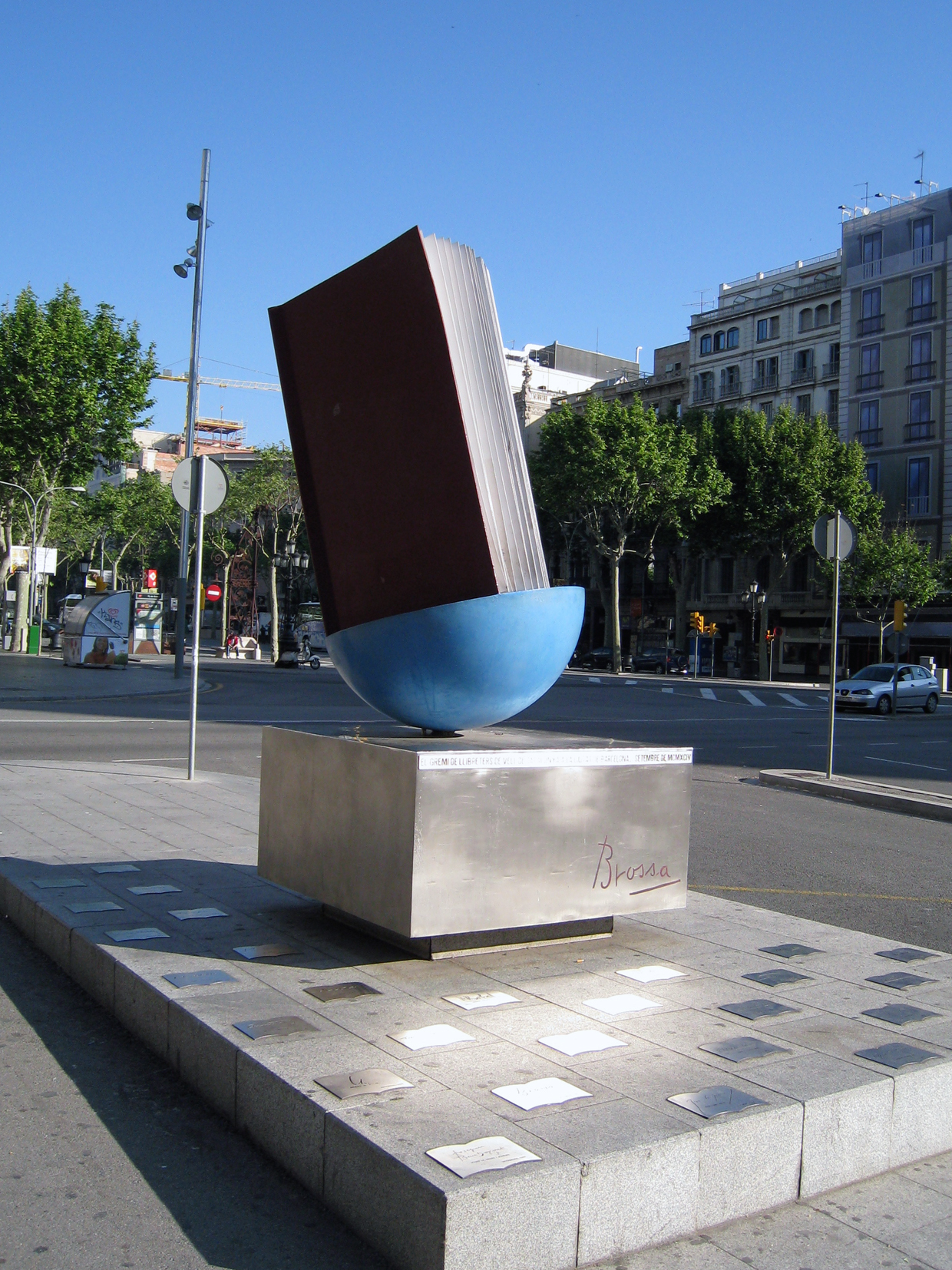
Joan Brossa: Ehrengabe für das Buch, Passeig de Gràcia, Barcelona

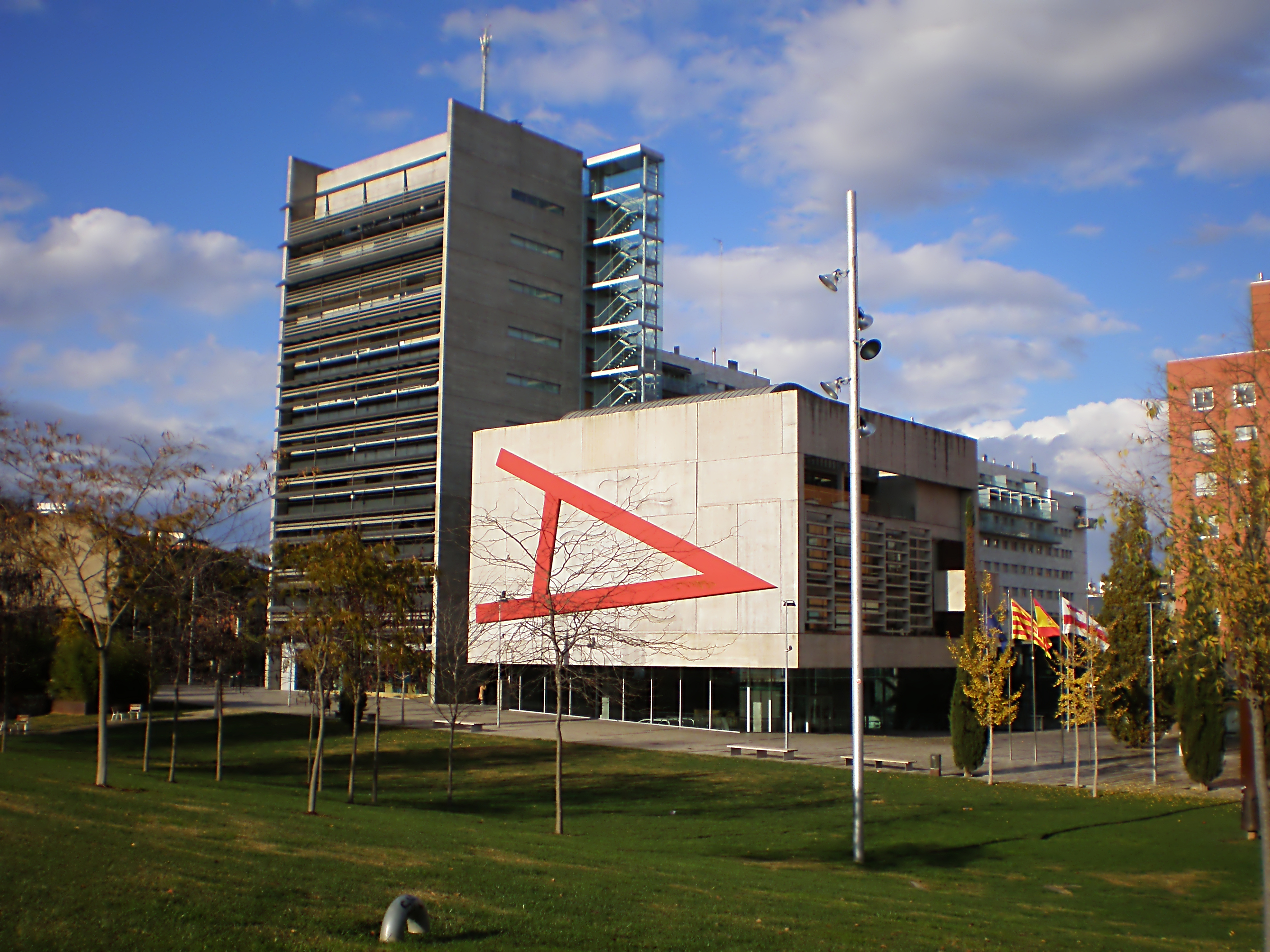
Joan Brossa: Liegendes A mit Fisch, Rathaus von Mollet del Vallès

- Poesia escènica. 6 Bände. Edicions 62, Barcelona 1973–1983, ISBN 84-297-1148-1 (Theater).
- Poemes objecte. Servicios Editoriales, Barcelona 1978, ISBN 84-85546-00-8 (Visuelle Poesie).
- L’illusionniste. Orphée / La Différence, Paris 1991, ISBN 2-7291-0734-7 (Zweisprachige Anthologie auf Katalanisch und Französisch).
- Poesia rasa I und II. Edicions 62, Barcelona 1991, ISBN 84-297-3148-2 und ISBN 84-297-3296-9.
- El tentetieso. Plaza & Janés, Barcelona 1991, ISBN 84-01-59018-3 (Übersetzung auf Spanisch).
- Cartells 1975–1999. Fundació Joan Brossa, Barcelona 1999, ISBN 84-95166-09-7.
- A partir del silenci. Cercle de Lectors / Galàxia Gutenberg, Barcelona 2001, ISBN 84-8109-350-5 (Polymorphe Anthologie).
- La piedra abierta. Círculo de Lectores / Galàxia Gutenberg, Barcelona 2003, ISBN 84-672-0010-3 (Zweisprachige Anthologie auf Katalanisch und Spanisch).
- Poesia tipogràfica. Ajuntament / Fundació Joan Brossa, Barcelona 2004, ISBN 84-7609-407-8 (Visuelle Poesie).
- Poèmes civils. URDLA, Villeurbanne 2010, ISBN 978-2-914839-35-8 (Zweisprachig auf Katalanisch und Französisch).
- Strip-tease et théâtre irregulier suivi de Actions musicales. Éditions de l’Amandier, Paris 2010, ISBN 978-2-35516-119-3 (Übersetzung auf Französisch).
- Les etceteras. cipM, Marseille 2011, ISBN 978-2-909097-91-6 (Visuelle Poesie).
- Joan Brossa. Poemes visuals. Enciclopèdia Catalana, Barcelona 2014, ISBN 978-84-412-2284-7 (Reproduktion aller seiner serialisierten grafische Werke).

Deutsche Übersetzungen
- Der wilde Kopf. Übersetzung von José Luís de Sàled und Bert Raingässer. Kiepenheuer & Witsch, Köln-Marienburg 1962, OCLC 253814005.
- Dichtung. Übersetzung von Johannes Hösle und Antoni Pous. In: Akzente. Nr. 4 (August), 1974.
- Gedichte. Übersetzung von Rainer Chrapkowski. In: Park. Zeitschrift für neue Literatur [Heidelberg-Berlin] Nr. 7 (September), 1978.
- Vierte Schauspiel-Aktion. Übersetzung von Rainer Chrapkowski. Erstes Heft. [Berlin] (November), 1978.
- Posttheater. Übersetzung von Rainer Chrapkowski. In: Theater heute. Nr. 2 (Februar), 1979.
- Gedichte. Übersetzung von Cristina Fernández Reumann. In: Felipe Boso, Ricardo Bada (Hrsg.): Ein Schiff aus Wasser. Spanische Literatur von heute. Kiepenheuer & Witsch, Köln 1981, ISBN 3-462-01391-2.
- Gedichte. Übersetzung von Til Stegmann und Uwe Grüning. In: Ein Spiel von Spiegeln. Katalanische Lyrik des 20. Jahrhunderts. Reclam, Leipzig 1987, ISBN 3-379-00222-4, S. 130–145.
- Miró-Museum. Übersetzung von Trudel Meisenburg. In: die horen. Zeitschrift für Literatur, Kunst und Kritik. Nr. 158, 35. Jg., 2. Quartal, 1990.
- Gedichte und Graphiken. Übersetzung von Sabine Sattel. In: Frauen und ihr Bild (= Freibeuter. Nr. 48). [Berlin] 1991.
- Gedichte. Übersetzung von Sabine Sattel. In: Die Symbolisten und Richard Wagner. Hrsg. von Wolfgang Storch. Mitarb. Josef Mackert. Hentrich, Berlin 1991, ISBN 3-89468-008-3, S. 44 f. (Ausstellungskatalog; Übersetzung der fremdsprachlichen Texte).
- Gedichte. Übersetzung von Roger Friedlein. In: die horen. Zeitschrift für Literatur, Kunst und Kritik. Nr. 178, 1995.
- Visuelle Poesie. Übersetzung von Frank Henseleit. In: Kupido. Zeitschrift für Kunst und Poesie. Nr. 1, [Dortmund] 1995.
- Gedichte. Übersetzung von Til Stegmann. In: Kreativität in Joan Brossas Gedichten. In: Zeitschrift für Katalanistik. Nr. 9, 1996, S. 72–102 (romanistik.uni-freiburg.de [PDF; 1,3 MB]).
- So entstand Joan Brossa. Übersetzung von Frank Henseleit-Lucke. Mosel und Tschechow, München 1998, ISBN 3-925987-19-3 (Übersetzung auf Deutsch).
- Gedichte. Übersetzung von Til Stegmann. In: Roger Friedlein, Barbara Richter (Hrsg.): Die Spezialität des Hauses. Neue katalanische Literatur. Babel, München 1998, ISBN 3-928551-29-9.
- Gedichte. Übersetzung von Til Stegmann. In: Konstellationen. Kulturamt Fellbach, Stadt Fellbach 1998, ISBN 3-9805984-1-1 (Ausstellungskatalog).